# Вера Ванг
Вера Елен Ванг (енгл. Vera Ellen Wang, кин: 王薇薇; Њујорк, 27. јун 1949) америчка је модна креаторка.

## Биографија
Рођена је 27. јуна 1949. године у Њујорку. Ћерка је кинеских родитеља који су избегли у САД током 1940-их. Ћерка је Флоренс Ву која је радила као преводилац за Уједињене нације и Ченга Чинга Ванга који је власник медицинске компаније. Има брата, Кенета.
У јуну 1989. удала се за инвеститора Артура П. Бекера на међуверској баптистичкој и јеврејској церемонији. Имају две ћерке, које су усвојене. У јулу 2012. објавили су да су се разишли.